# Liste der Baudenkmale in Lohmen (Mecklenburg)
Die Liste der Baudenkmale in Lohmen enthält alle denkmalgeschützten Bauten der Gemeinde Lohmen (Mecklenburg-Vorpommern) und ihrer Ortsteile (Stand 10. Februar 2021).

## Baudenkmale nach Ortsteilen

### Lohmen
| ID   | Lage                                                 | Bezeichnung                                                            | Beschreibung | Bild                                     |
| ---- | ---------------------------------------------------- | ---------------------------------------------------------------------- | --- | ---------------------------------------- |
| 2122 | Chausseestraße 14 (Karte)                            | Molkerei                                                               | Die frühere Molkerei ist in ihren Bauten erhalten, das Gebäude wurde jedoch ab den 2000er Jahren zu einem Mehrfamilien-Wohnhaus umfunktioniert. Geschützt ist der historische Schriftzug Molkereigenossenschaft. Der von der Hauptstraße an dieser Stelle abgehende Verkehrsweg trägt den Namen Molkeriebarg und verweist damit auf die frühere Nutzung. | Molkerei                                 |
| 2124 | Dorfstraße 11/12 (Karte)                             | Pfarrhof mit Pfarrhaus und zwei Scheunen                               | Es handelt sich um einen historischen Vierseithof, dessen eine Seite vom Pfarrwohnhaus und eine andere Seite von der Festscheune begrenzt wird. | Pfarrhof mit Pfarrhaus und zwei Scheunen |
| 2125 | Dorfstraße 20 (Karte)                                | Försterhaus mit Stall                                                  | | Försterhaus mit Stall                    |
| 2126 | Dorfstraße (Karte)                                   | Grabmäler/Kirchfriedhof: Schnakenburg, Feisack und zwei weitere Steine | |                                          |
| 2127 | Dorfstraße vor dem Zugang zum Kirchengelände (Karte) | Kriegerdenkmal 1914/18                                                 | |                                          |
| 2128 | Dorfstraße (Karte)                                   | Leichenhalle                                                           | | Leichenhalle                             |
| 2129 | Forststraße 8 (Karte)                                | Landarbeiterhaus mit Nebengebäude                                      | |                                          |
| 2130 | Forststraße 10/11 (Karte)                            | Landarbeiterhaus                                                       | |                                          |
| 2131 | Forststraße 9 (Karte)                                | Niederdeutsches Bauernhaus                                             | |                                          |
| 2132 | Dorfstraße (Karte)                                   | Kirche                                                                 | Rechteckiger Feldsteinbau Mitte 13. Jh., Chor, Schiff und Turm in mehreren Bauphasen errichtet, Chor 1285, Westturm 1450/60, umfangreiche Wand- und Gewölbemalereien um 1450 | Kirche                                   |
| 2134 | Straße Lohmen-Zehna                                  | Meilenstein                                                            | |                                          |

### Altenhagen
| ID   | Lage                     | Bezeichnung                                 | Beschreibung | Bild                                        |
| ---- | ------------------------ | ------------------------------------------- | ------------ | ------------------------------------------- |
| 1196 | Altenhagen 1 (Karte)     | Wohnhaus mit Stall und steinernem Wegweiser |              | Wohnhaus mit Stall und steinernem Wegweiser |
| 1197 | Dorfstraße 4/5/7 (Karte) | Forsthaus mit Stall                         |              |                                             |
| 1198 | Altenhagen 12 (Karte)    | Wohnhaus mit Stall                          |              |                                             |
| 1199 | Altenhagen 6 (Karte)     | Giebelständiges Bauernhaus                  |              |                                             |
| 1200 | Altenhagen 9 (Karte)     | Wohnhaus mit Stall                          |              |                                             |
| 1201 | Altenhagen 1 (Karte)     | Schmiede                                    |              |                                             |

### Garden und Garder Mühle
| ID   | Lage                                     | Bezeichnung                    | Beschreibung | Bild                           |
| ---- | ---------------------------------------- | ------------------------------ | ------------ | ------------------------------ |
| 1282 | Dorfstraße (auf Anhöhe beim See) (Karte) | Bauernhaus                     |              |                                |
| 1283 | Garder Mühle 1 (Karte)                   | ehem. Wohnhaus des Windmüllers |              | ehem. Wohnhaus des Windmüllers |

### Gerdshagen
| ID   | Lage                      | Bezeichnung                  | Beschreibung | Bild |
| ---- | ------------------------- | ---------------------------- | ------------ | ---- |
| 1284 | Gerdshagen 10/10a (Karte) | Bauernhaus                   |              |      |
| 1285 | Gerdshagen 12 (Karte)     | Bauernhaus mit Schweinestall |              |      |

### Nienhagen
| ID   | Lage                            | Bezeichnung           | Beschreibung | Bild |
| ---- | ------------------------------- | --------------------- | ------------ | ---- |
| 2171 | Straße Lohmen-Dobbertin (Karte) | Bauernhaus (7 Achsen) |              |      |
| 2172 | Straße Lohmen-Dobbertin         | Bauernhaus mit Stall  |              |      |

### Oldenstorf
| ID   | Lage                      | Bezeichnung                                  | Beschreibung | Bild |
| ---- | ------------------------- | -------------------------------------------- | ------------ | ---- |
| 2173 | Dorfstraße 9 (Karte)      | Schule mit Nebengebäude                      |              |      |
| 2174 | Dorfstraße 12 (Karte)     | Bauernhaus                                   |              |      |
| 2175 | Dorfstraße 13/13a (Karte) | Bauernhaus                                   |              |      |
| 2177 | Dorfstraße 15 (Karte)     | Wohnhaus mit Stall                           |              |      |
| 2178 | Dorfstraße 16 (Karte)     | Bauernhaus und Scheune                       |              |      |
| 2179 | Dorfstraße 3 (Karte)      | niederdeutsches Hallenhaus mit Nebengebäuden |              |      |

## Quelle
Denkmalliste des Landkreises Rostock A ‐ Z (Stand: 10. Februar 2021; PDF, 497 KB)